# 桜の花びらたち
「桜の花びらたち」（さくらのはなびらたち）は、日本の女性アイドルグループ、AKB48の楽曲。楽曲は秋元康により作詞、上杉洋史により作曲されている。2006年2月1日にAKB48のインディーズ1枚目のシングルとしてAKSから発売された。楽曲のセンターポジションは、高橋みなみが務めた。
「AKB48グループの卒業曲」として、メンバーがグループを卒業する際の劇場公演や卒業コンサートで歌唱される。
本項では、リメイク版「桜の花びらたち2008」および「桜の花びらたち 2025」についても併せてここで扱う。

## 背景とリリース
メジャーデビュー前に発売されたシングルは、本作と『スカート、ひらり』の2作のみとなっている。この当時は後の「選抜制度」が確立されていなかったため、両曲とも選抜メンバーではなく、当時のAKB48メンバー、つまりはチームA全員による歌唱である。センターポジションは、高橋みなみが担当した。
このシングルは、AKB48として初めてオリコンシングルチャートTOP10入りを記録している。

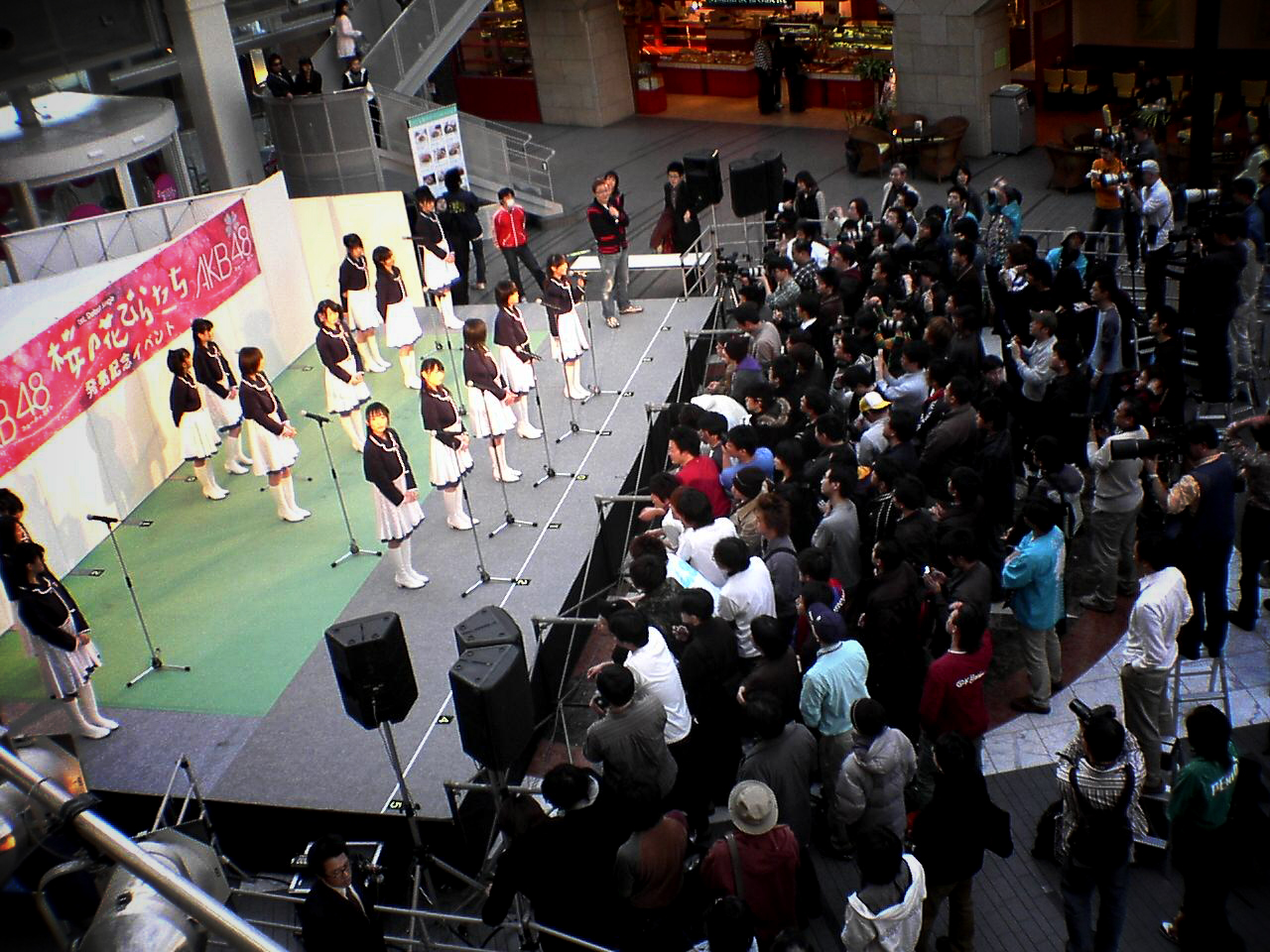
「桜の花びらたち」発売記念イベント（2006年3月26日、サッポロファクトリーアトリウムにて）

2012年8月15日に発売されたアルバム『1830m』には、当時AKB48の前田敦子ソロ歌唱による「桜の花びら〜前田敦子 solo ver.〜 」が収録されている。

## アートワーク
| 渡邊志穂   | 小嶋陽菜   | 大島麻衣   | 峯岸みなみ | 佐藤由加理 |
| 戸島花     | 折井あゆみ | 中西里菜   | 平嶋夏海   | 成田梨紗   |
| 浦野一美   | 大江朝美   | 前田敦子   | 星野みちる | 川崎希     |
| 宇佐美友紀 | 駒谷仁美   | 高橋みなみ | 板野友美   | 増山加弥乃 |

ジャケット写真は表・裏ともに、チームAメンバー20名となっている。並び順は上記の通り。また、ジャケット写真の「桜の花びらたち」の文字は、発売当時チームAのメンバーだった宇佐美友紀が書いている。

## チャート成績

### 桜の花びらたち
| チャート     | 最高位 |
| ------------ | ------ |
| オリコン週間 | 10     |
| オリコン年間 | 202    |

### 桜の花びらたち2008
| チャート                          | 最高位 |
| --------------------------------- | ------ |
| オリコン週間                      | 10     |
| オリコン年間                      | 288    |
| Billboard Japan Hot 100           | 26     |
| Billboard Japan Hot Singles Sales | 25     |
| Billboard Japan Hot Top Airplay   | 34     |

## ミュージック・ビデオ
ミュージック・ビデオは平川雄一朗が監督を務めた。秋葉原48劇場（当時の呼称。現・AKB48劇場）ステージでの歌唱シーンに、レッスンやレコーディング、楽屋裏の映像を織り交ぜた構成となっている。既に劇場で披露されていた楽曲は他にも存在したが、プロデューサー・秋元康がファンと話し合った結果、同曲が一番人気であると判断、デビューシングルの表題曲として選んだ。

## ライブ・パフォーマンス
2008年1月に開催された『AKB48 リクエストアワーセットリストベスト100』において第1位に選ばれた。これにより、同年『桜の花びらたち2008』としてリメイクされ、メジャーレーベル8枚目（通算10枚目）のシングルとして再び発売されている。
2009年7月3日・4日にフランス・パリ近郊のセーヌ＝サン＝ドニ県ヴィルパントで開催されていたJapan Expoでのコンサートでは、最後に同曲のフランス語バージョン「Les Pétales de SAKURA」を披露したが、秋元康曰く「サービスで喜んでもらえるかと思ってたら『何で日本語で歌わないんだ?』と「日本に憧れている」現地のファンから批判を受けた」とされる。
2016年12月14日にフジテレビで放送された『2016 FNS歌謡祭 第2夜』で「アイドルシャッフルコラボメドレー」の最終曲として、SKE48、NMB48、乃木坂46、欅坂46、ももいろクローバーZ、私立恵比寿中学、モーニング娘。'16、℃-uteといった8組の女性アイドルグループとのコラボレーションで披露され、グループからの卒業を発表していた島崎遥香と小嶋陽菜がダブルセンターを務めた。

## メディアでの使用
タイアップとして以下の通り使用されている。
- TBS深夜テレビドラマ『ですよねぇ。』主題歌
- NTTDoCoMo「テレビ電話」 CMソング
- テレビ朝日系『三竹占い』エンディングテーマ
- 文化放送『AKB48 明日までもうちょっと。』オープニングテーマ
- ニッポン放送『ノースリーブスの「週刊ノースリー部」』ジングル
- 日本テレビ『ぐるぐるナインティナイン』の『グルメチキンレース ゴチになります!14』の江角マキコの散り際

## シングル収録曲
| #  | タイトル                                  | 作詞   | 作曲     | 編曲     | 時間 |
| -- | ----------------------------------------- | ------ | -------- | -------- | ---- |
| 1. | 「桜の花びらたち」                        | 秋元康 | 上杉洋史 | 樫原伸彦 | 5:18 |
| 2. | 「Dear my teacher」                       | 秋元康 | 岡田実音 | 景家淳   | 4:24 |
| 3. | 「桜の花びらたち（カラオケバージョン）」  |        |          |          | 5:18 |
| 4. | 「Dear my teacher（カラオケバージョン）」 |        |          |          | 4:21 |

## 歌唱メンバー
カップリング曲の歌唱メンバーは下記と同一である。
- 板野友美
- 宇佐美友紀
- 浦野一美
- 大江朝美
- 大島麻衣
- 折井あゆみ
- 川崎希
- 小嶋陽菜
- 駒谷仁美
- 佐藤由加理
- 高橋みなみ
- 戸島花
- 中西里菜
- 成田梨紗
- 平嶋夏海
- 星野みちる
- 前田敦子
- 増山加弥乃
- 峯岸みなみ
- 渡邊志穂

## 桜の花びらたち2008
『桜の花びらたち2008』（さくらのはなびらたちにせんはち）は、AKB48の8枚目のシングルとして、2008年2月27日にデフスターレコーズ（現：ソニー・ミュージックレーベルズ）から発売された。楽曲のセンターポジションは前田敦子が務めた。

### 背景とリリース（桜の花びらたち2008）
前々作『夕陽を見ているか?』、前作『「ロマンス、イラネ』に引き続き、2種類の初回限定盤が通常盤と同時発売された。カップリング曲の「最後の制服」は、劇場公演で使用されていない初のCD書き下ろし作品である。
このバージョンは原曲と違い「選抜制度」が採用されている。選抜人数は前作から6名増の20名となった。センターポジションは前田敦子が担当した。
初選抜は多田愛佳。成田梨紗と松原夏海は『会いたかった』以来、平嶋夏海と柏木由紀は『BINGO!』以来の復帰。戸島花が選抜から外れた。
初回限定盤Bのカップリングには、合唱曲のようなアレンジになった学校 Mixバージョンが収録されている。このバージョンでは、イントロにあった鐘の音が鳴らなくなり、サビの部分で学校のチャイムが鳴る効果が挿入されている。

### プロモーション
キャッチコピーは「卒業アルバムを開きながら、聴いてください。じ〜んと来ます」。
AKB48劇場でのシングル購入者にはランダムで全44種の特製ポスターがプレゼントされ、一部はサイン入りとなっていた。44枚完全コンプリートで特別イベント招待の特典があったが、完成率が極端に低過ぎることから独占禁止法に定める「不公正な取引方法」（一般指定第9項「不当な利益による顧客誘引」）に該当する疑いが生じたとして、2月28日にイベント自体の中止が発表された。なお、劇場で複数購入したシングルCDについてはポスターのついた未開封品に限り返品を受け付けることになった。これが原因で、AKB48はデフスターレコーズから契約を解除されることとなるが、その後デフスターレコーズを運営していたソニー・ミュージックエンタテインメント（SMEJ）系列のレコード会社から、派生ユニット・ノースリーブスや渡辺麻友がデビューしている。

### アートワーク
ジャケット写真（表）は、通常盤と初回限定盤AはAKB48メンバー43名、初回限定盤Bは大島優子・河西智美・小嶋陽菜・前田敦子・峯岸みなみの5名である。

### ミュージック・ビデオ
ミュージック・ビデオは「軽蔑していた愛情」「夕陽を見ているか?」を担当した高橋栄樹が監督を務め、撮影は2007年12月15・16日に行われた。架空の学校「私立葉瑠女学院高等学校」の卒業式の日を舞台にしたドラマ仕立ての映像となっており、ドラマ部分をメインとした[Full Ver.]は、10分を超える内容となっている。主要キャストを、卒業生総代を演じる峯岸みなみをはじめ、大島優子・河西智美・小嶋陽菜・前田敦子の5人が演じ、生徒役として選抜以外のメンバーも出演している。歌唱シーンは卒業式における生徒全員による斉唱風となっているため、一切の振り付けがない。また、教師役で蛭子能収が特別出演している。

### ライブ・パフォーマンス
2010年3月27日に放送された『MUSIC JAPAN「春うた2010」』では、この年高校を卒業したメンバーへのメッセージをこめて、歌詞の一部を秋元康が新たに書き下ろした詞に置き換えた曲（桜の花びらたち2010スペシャル）が披露された。この楽曲は2012年3月10日にNHK総合・BSプレミアムで生放送された『震災から1年“明日へ”コンサート』で再び披露された。

### メディアでの使用
タイアップとして以下の通り使用されている。
- TBS系『あらびき団』2008年2 - 3月度エンディングテーマ

### シングル収録曲

#### 通常盤
| #  | タイトル                                           | 作詞   | 作曲       | 編曲       | 時間 |
| -- | -------------------------------------------------- | ------ | ---------- | ---------- | ---- |
| 1. | 「桜の花びらたち2008 (Original Mix)」              | 秋元康 | 上杉洋史   | 樫原伸彦   | 5:20 |
| 2. | 「最後の制服」                                     | 秋元康 | 伊藤心太郎 | 伊藤心太郎 | 4:35 |
| 3. | 「桜の花びらたち2008 (Original Mix Instrumental)」 |        |            |            | 5:20 |
| 4. | 「最後の制服 (Instrumental)」                      |        |            |            | 4:33 |

#### 初回限定盤A
| #  | タイトル                                           | 作詞 | 作曲・編曲 | 時間 |
| -- | -------------------------------------------------- | ---- | ---------- | ---- |
| 1. | 「桜の花びらたち2008 (Original Mix)」              |      |            | 5:20 |
| 2. | 「最後の制服」                                     |      |            | 4:35 |
| 3. | 「桜の花びらたち2008 (Original Mix Instrumental)」 |      |            | 5:20 |
| 4. | 「最後の制服 (Instrumental)」                      |      |            | 4:33 |

| #  | タイトル                                             | 作詞 | 作曲・編曲 |
| -- | ---------------------------------------------------- | ---- | ---------- |
| 1. | 「「桜の花びらたち2008」ビデオクリップ [Full Ver.]」 |      |            |
| 2. | 「Making of 「桜の花びらたち2008」」                 |      |            |

#### 初回限定盤B
| #  | タイトル                                           | 作詞   | 作曲     | 編曲     | 時間 |
| -- | -------------------------------------------------- | ------ | -------- | -------- | ---- |
| 1. | 「桜の花びらたち2008 (Original Mix)」              |        |          |          | 5:20 |
| 2. | 「最後の制服」                                     |        |          |          | 4:35 |
| 3. | 「桜の花びらたち2008（学校 Mix）」                 | 秋元康 | 上杉洋史 | 立山秋航 | 5:31 |
| 4. | 「桜の花びらたち2008 (Original Mix Instrumental)」 |        |          |          | 5:20 |
| 5. | 「最後の制服 (Instrumental)」                      |        |          |          | 4:33 |

### 選抜メンバー
カップリング曲の歌唱メンバーは下記と同一である。
- 秋元才加
- 板野友美
- 大島麻衣
- 大島優子
- 多田愛佳
- 小野恵令奈
- 河西智美
- 柏木由紀
- 菊地彩香
- 小嶋陽菜
- 佐藤由加理
- 篠田麻里子
- 高橋みなみ
- 成田梨紗
- 平嶋夏海
- 前田敦子
- 松原夏海
- 峯岸みなみ
- 宮澤佐江
- 渡辺麻友

## 桜の花びらたち 2025
『桜の花びらたち 2025』（さくらのはなびらたちにせんにじゅうご）は、2025年4月2日にユニバーサルミュージックからリリースされたAKB48の65枚目のシングル『まさかのConfession』の全タイプ共通カップリング曲として収録され、20周年イヤーに合わせてゴージャスなリアレンジバージョンとなっている。メンバー全員で歌唱しており、センターポジションは小栗有以が務めた。